# Teenage Mutant Ninja Turtles: Smash-Up
Teenage Mutant Ninja Turtles: Smash-Up est jeu de combat en 2,5D développé par Game Arts et édité par Ubisoft. Le jeu est sorti en 2009 sur PlayStation 2 et Wii. Teenage Mutant Ninja Turtles: Smash-Up est un jeu similaire à la série des Super Smash Bros.

## Système
Malgré la similarité avec Super Smash Bros, Teenage Mutant Ninja Turtles: Smash-Up possède un gameplay où le joueur doit éliminer l'adversaire en vidant sa barre de vie, et non en le projetant en dehors de l'arène. Le joueur peut quand même se faire éliminer s'il est envoyé en dehors de l'arène, mais cette optique dépend des arènes proposées dans le jeu. 
Les personnages disposent d'un coup faible et d'un coup fort et des objets apparaitront dans les arènes, principalement pour donner aux personnages une récupération de vie ou une amélioration offensive. Les arènes sont construites avec une certaine hauteur, les personnages peuvent par conséquent exécuter un double-saut et même s’agripper aux murs. Les joueurs peuvent s'y réunir jusqu'à quatre pour s'affronter. Le jeu contient également un mode tournoi et entrainement ainsi que des mini-jeux et un mode en ligne.

## Personnages
- Donatello
- Leonardo
- Michelangelo
- Raphael
- Splinter
- April O'Neil
- Casey Jones
- Shredder
- Clan des Foot
- Karai
- Fugitoïde
- Nightwatcher
- Ninja Rabbid
- Raving Rabbid
- Splinter Rabbid
- Utrominator